# کوشالشاد
کوشالشاه روستایی از توابع بخش مرکزی شهرستان لنگرود در استان گیلان ایران است.

## جمعیت
این روستا در دهستان دیوشل قرار دارد و براساس سرشماری مرکز آمار ایران در سال 1390، جمعیت آن 975 نفر (328خانوار) بوده‌است.